# Leandro Simi
Leandro Simi, mais conhecido apenas por Simi (São Paulo,Campo Limpo 29 de outubro de 1977) é um jogador de futsal brasileiro. Se consagrou a nível nacional defendendo a equipe do Corinthians.
Leandro Simi não renovou seu contrato com Sorocaba Futsal se desligando da equipe no final de dezembro de 2016. Em fevereiro de 2017 acerta com Pato Futsal, da cidade de Pato Branco, no Paraná sagrando-se campeão paranaense. Atualmente atuando na equipe do São José Manguaça. 